# Viggo Sanne
Viggo Agathon Hagbarth Sanne, född 10 augusti 1840 i Kristiania, död 22 juli 1896 i Köpenhamn, var en dansk musiker. Han ingick 1865 äktenskap med Eliza Sanne.
Sanne, vars far var född i Köpenhamn och drev ett gästgiveri i Kristiania, kom som ganska liten till Köpenhamn, blev musiker, speciellt valthornist, och tjänstgjorde som sådan i Det Kongelige Teater, Tivoli och Folketeatret. Samtidigt verkade han som sånglärare i de kommunala skolorna och anställdes 1868 vid de förenade kyrkskolorna och vid Søofficersskolen. 
År 1871 blev Sanne kantor vid Sankt Johannes Kirke och 1874 vid Vor Frue Kirke. År 1880 efterträdde han Andreas Peter Berggreen som statens sånginspektör samt blev lärare i mässång vid Pastoralseminariet. Han komponerade flera romanser och sånger samt utgav en Syngeplan (1873), en liten violinskola samt Musiklærens Begyndelsesgrunde (1890). 